# Inverneira
As Inverneiras são núcleos habitacionais temporários durante o inverno, cuja origem se insere num processo de transumância em que as populações se deslocam das suas habitações de verão para os vales e outras zonas mais baixas da serra, onde o frio não é tão intenso. As Inverneiras são típicas do complexo sistema antigo da transumânciada das Serras do Soajo e da Peneda-Gerês, hoje integrado no Parque Nacional da Peneda-Gerês.
A aldeia onde a família passa o verão chama-se branda, localizada no alto da serra, onde são propícios os campos férteis que servem de pasto para o gado caprino e bovino. No fim do verão ou princípio do outono, as pessoas deixam as Brandas e descem para a Inverneira, onde permanecem aí até Março, altura em que voltam a subir para as Brandas para fazerem as sementeiras do centeio e deixar o gado a pastar. Hoje em dia, nas poucas aldeias que mantêm a tradição, as pessoas apenas levam os animais e alguns haveres, ao contrário de antigamente, em que as pessoas levavam até a mobília.